# Nannophlebia amnosia
Nannophlebia amnosia là loài chuồn chuồn trong họ Libellulidae. Loài này được Lieftinck mô tả khoa học đầu tiên năm 1955.